# Lesák turecký
Lesák turecký (Cryptolestes turcicus) je brouk z podřádu všežraví, čeledi lesákovití.

## Popis
Cryptolestes turcicus (GROUVELLE,1876) je asi 2 mm velký plochý brouk s dlouhými tykadly. Žije především v mouce. Nalezen byl i volně v přírodě.